# Lijst van massively multiplayer online role-playing games
Op deze pagina wordt een alfabetisch overzicht gegeven van massively multiplayer online role-playing games (MMORPG's) en uitbreidingspakketten. 

## Opmerkingen
- Lidwoorden (a, an, the) zijn bij het alfabetiseren buiten beschouwing gelaten. Daarnaast zijn voornamen en toevoegsels als mister en doctor niet meegenomen bij de indeling.
- Doordat sommige spellen een mengeling zijn van meerdere genres, zijn deze soms moeilijk te classificeren, waardoor het kan voorkomen dat een spel in deze lijst kenmerken bevat van zowel het MMORPG-genre als één of meer andere genres. Het criterium voor vermelding in deze lijst is dat het spel voornamelijk een MMORPG is (met eventueel elementen van andere genres, maar deze dienen in gelijke of mindere mate aanwezig te zijn).
- Alleen spellen waarover een artikel op de Nederlandstalige Wikipedia bestaat, zijn hier opgenomen.

## A
- ADOM
- Anarchy Online
- Archlord

## B
- BiteFight
- Bootleggers

## C
- Cabal Online
- Cantr II
- Chronicles of Spellborn, The
- City of Heroes
- City of Villains
- Conquer Online
- Club Penguin

## D
- De Koninkrijken der Renaissance
- Deepolis
- Dofus

## E
- The Elder Scrolls Online
- eRepublik
- EVE Online
- EverQuest
- Evony

## F
- Final Fantasy XI
- The Five Pillars
- Footballcup
- For King and Country
- Flyff
- Final Fantasy XIV

## G
- Glitch
- Grand Theft Auto: San Andreas
- Guild Wars
- Guild Wars 2
- GunBound

## H
- Habbo
- HellWars
- Heroes of Might and Magic Online

## K
- KalOnline
- Knight Online

## L
- Lineage II
- Last Knights
- League of Legends
- The Lord of the Rings Online

## M
- MapleStory
- MechQuest
- MU Online

## O
- Omerta
- Omicidio

## P
- Pirates of the Caribbean Online
- PlaneShift
- Pop(o)mundo
- Progress Quest

## R
- Ragnarok Online
- Ragnarok Online 2
- Rappelz
- RIFT
- ROSE Online
- Rubies of Eventide
- RuneScape

## S
- Second Life
- Sherwood Dungeon
- Silkroad Online
- The Sims Online
- Star Trek Online
- Star Wars: The Old Republic
- Stargate Worlds
- Survival Project
- Sword of the New World

## T
- Tales of Pirates
- TerraWorld
- Tibia
- Toontown Online

## U
- Ultima Online

## W
- Warhammer Online: Age of Reckoning
- The West
- World of Warcraft:
  - The Burning Crusade
  - Wrath of the Lich King
  - Cataclysm
  - Mists of Pandaria
  - Warlords of Draenor
  - Legion